# Vétrigne
Vétrigne är en kommun i departementet Territoire de Belfort i regionen Bourgogne-Franche-Comté i östra Frankrike. Kommunen ligger i kantonen Offemont som tillhör arrondissementet Belfort. År 2022 hade Vétrigne 647 invånare.

## Befolkningsutveckling
Antalet invånare i kommunen Vétrigne
| Referens: INSEE |